# Feldhockey-Europameisterschaft der Herren 2017
Die Feldhockey-Europameisterschaft der Herren 2017 war die 16. Auflage der Feldhockey-Europameisterschaft der Herren. Sie fand vom 19. bis 27. August in Amstelveen, Niederlande gemeinsam mit der Europameisterschaft der Damen statt. Austragungsort war das Wagener-Stadion. Der Titelverteidiger waren die Niederlande.

## Teilnehmer
Teilnahmeberechtigt waren die sechs besten Nationen der vorangegangenen Europameisterschaft und die zwei besten Nationen aus dem "B-Pool".
- Niederlande (Titelverteidiger und Gastgeber)
- Deutschland (Finalist 2015)
- Irland (Dritter 2015)
- England (Vierter 2015)
- Belgien (Fünfter 2015)
- Spanien (Sechster 2015)
- Polen (Sieger B-Pool)
- Österreich (Finalist B-Pool)

## Stadion
Alle Spiele der Europameisterschaft wurden im altehrwürdigen Wagener-Stadion in Amstelveen, welches in Vorbereitung für die Europameisterschaft eine neue Haupttribüne bekam. Es fand, nach 1983 und 2009 zum dritten Mal eine Europameisterschaft in diesem Stadion statt. Gewinner der zwei Ausgaben waren 1983 die Niederlande und 2009 England.

## Modus
Die Vorrunde wurde in zwei Gruppen zu je vier Mannschaften im jeder-gegen-jeden-Format gespielt. Die ersten Zwei jeder Gruppe qualifizierten sich für das Semifinale. Wie im internationalen Hockey üblich wurde ein Spiel um den dritten Platz ausgetragen. Die letzten Zwei beider Gruppen bildeten die Gruppe C und spielten um die Teilnahme an der folgenden Europameisterschaft. Dabei nahmen die Mannschaften das Ergebnis gegen die Nation aus der eigenen Gruppe mit. Die beiden Letzten aus der Vierer-Gruppe stiegen in den B-Pool ab und die zwei Ersten durften an der nächsten Europameisterschaft teilnehmen.

## Vorrunde
Zeitangaben in  Mitteleuropäische Sommerzeit (MESZ). Der Spielplan wurde am 21. Juli 2016 von der European Hockey Federation bekanntgegeben.

### Gruppe A
| Datum                 | Team 1      | Team 2      | Ergebnis  |
| --------------------- | ----------- | ----------- | --------- |
| 19. August 2017 17:00 | Belgien     | Österreich  | 4:1 (4:1) |
| 19. August 2017 20:00 | Niederlande | Spanien     | 7:1 (3:0) |
| 21. August 2017 12:30 | Spanien     | Österreich  | 2:2 (0:0) |
| 21. August 2017 20:00 | Belgien     | Niederlande | 5:0 (3:0) |
| 23. August 2017 17:00 | Spanien     | Belgien     | 2:0 (0:0) |
| 23. August 2017 20:00 | Niederlande | Österreich  | 6:0 (3:0) |

Tabelle
| Rang | Land        | Spiele | Tore | Differenz | Punkte |
| ---- | ----------- | ------ | ---- | --------- | ------ |
| 1    | Niederlande | 3      | 13:6 | +7        | 6      |
| 2    | Belgien     | 3      | 11:2 | +9        | 6      |
| 3    | Spanien     | 3      | 4:11 | −7        | 4      |
| 4    | Österreich  | 3      | 3:12 | −9        | 1      |

Legende: qualifiziert für die Finalspiele, Teilnahme an der Abstiegsrunde

### Gruppe B
| Datum                 | Team 1      | Team 2      | Ergebnis  |
| --------------------- | ----------- | ----------- | --------- |
| 20. August 2017 9:00  | England     | Polen       | 6:0 (4:0) |
| 20. August 2017 15:30 | Deutschland | Irland      | 1:1 (1:0) |
| 21. August 2017 14:45 | Irland      | Polen       | 7:1 (4:0) |
| 21. August 2017 17:00 | England     | Deutschland | 3:4 (1:2) |
| 23. August 2017 12:30 | Deutschland | Polen       | 7:3 (3:2) |
| 23. August 2017 14:45 | Irland      | England     | 1:2 (1:0) |

Tabelle
| Rang | Land        | Spiele | Tore | Differenz | Punkte |
| ---- | ----------- | ------ | ---- | --------- | ------ |
| 1    | Deutschland | 3      | 12:7 | +5        | 7      |
| 2    | England     | 3      | 11:5 | +6        | 6      |
| 3    | Irland      | 3      | 9:4  | +5        | 4      |
| 4    | Polen       | 3      | 4:20 | −16       | 0      |

Legende: qualifiziert für die Finalspiele, Teilnahme an der Abstiegsrunde

## Abstiegsrunde
| Datum                 | Team 1     | Team 2     | Ergebnis  |
| --------------------- | ---------- | ---------- | --------- |
| 25. August 2017 12:30 | Österreich | Polen      | 1:1 (1:0) |
| 25. August 2017 14:45 | Spanien    | Irland     | 1:0 (1:0) |
| 27. August 2017 9:00  | Spanien    | Polen      | 2:1 (1:0) |
| 27. August 2017 11:00 | Irland     | Österreich | 2:2 (1:1) |

Tabelle
| Rang | Land       | Spiele | Tore | Differenz | Punkte |
| ---- | ---------- | ------ | ---- | --------- | ------ |
| 1    | Spanien    | 3      | 5:3  | +2        | 7      |
| 2    | Irland     | 3      | 9:4  | +5        | 4      |
| 3    | Österreich | 3      | 5:5  | ±0        | 3      |
| 4    | Polen      | 3      | 3:10 | −7        | 1      |

Legende:  Abstieg in die EuroHockey Nations Trophy 2019

## Finalrunde

### Halbfinale
| Datum                 | Team 1      | Team 2  | Ergebnis             |
| --------------------- | ----------- | ------- | -------------------- |
| 25. August 2017 17:00 | Deutschland | Belgien | 2:4 n. P. (2:2, 1:1) |
| 25. August 2017 20:00 | Niederlande | England | 3:1 (2:0)            |

### Spiel um Platz 3
| Datum                 | Team 1      | Team 2  | Ergebnis  |
| --------------------- | ----------- | ------- | --------- |
| 27. August 2017 13:30 | Deutschland | England | 2:4 (2:1) |

### Finale
| Datum                 | Team 1  | Team 2      | Ergebnis  |
| --------------------- | ------- | ----------- | --------- |
| 27. August 2017 16:00 | Belgien | Niederlande | 2:4 (2:0) |

## Abschlusstabelle
| Pl. | Mannschaft  |
| --- | ----------- |
|     | Niederlande |
|     | Belgien     |
|     | England     |
| 4   | Deutschland |
| 5   | Spanien     |
| 6   | Irland      |
| 7   | Österreich  |
| 8   | Polen       |